# Olof Nobelius
Olof Nobelius, född 31 december 1706 i Uppsala, död 18 februari 1760 i Uppsala, var en svensk ritmästare, miniatyrmålare och tecknare.
Han var son till häradshövdingen Petter Nobelius och Wendela Rudbeck och från 1746 gift med Anna Kristina Wallin. Nobelius skrevs in som student vid Uppsala universitet 1714 men när hans konstnärliga anlag visade sig fick han en utbildning av akademiritmästaren Johan Klopper 1727–1730. Därefter flyttade han till Stockholm där han försörjde sig som informator och ritade och målade på fritiden. Han sökte 1734 platsen som ritmästare vid Uppsala universitet och i sin ansökan bifogade han en rekommendation från Carl Hårleman, platsen tillsattes dock av en annan och Nobelius fick vänta till 1754 då platsen åter blev ledig. Vid Uppsala biträdde han Linné med teckningar och lade upp en stor gravyrsamling som användes i undervisningen.
Han var far till Immanuel Nobel den äldre och farfarsfar till Alfred Nobel.